# Rhinoplatia mortivallicola
Rhinoplatia mortivallicola is een keversoort uit de familie schijnboktorren (Oedemeridae). De wetenschappelijke naam van de soort is voor het eerst geldig gepubliceerd in 1947 door Arnett.